# 스타크래프트 II
스타크래프트 II(StarCraft II)는 블리자드 엔터테인먼트가 제작한 실시간 전략 비디오 게임으로, 2010년에 처음 출시되었다. 1998년에 출시된 성공작 스타크래프트의 후속작으로, 군사적인 먼 미래를 배경으로 한다. 이야기는 다양한 종족 간의 지배를 위한 은하계적 투쟁을 중심으로 전개된다.
스타크래프트 II 싱글 플레이어 캠페인은 세 부분으로 나뉘며, 각 부분은 세 종족 중 하나에 초점을 맞춘다: 스타크래프트 II: 자유의 날개 (2010년 출시), 군단의 심장 (2013년), 공허의 유산 (2015년). 스타크래프트 II: 노바 비밀 작전이라는 마지막 캠페인 팩은 2016년에 출시되었다.
스타크래프트 II 멀티플레이어 게임 플레이는 별도의 E스포츠 경쟁을 낳았고, 이는 나중에 블리자드 외의 회사들로부터 관심을 끌었으며, 원작 스타크래프트 e스포츠와 마찬가지로 한국을 비롯한 다른 지역에서도 주목을 받았다.
2017년부터 스타크래프트 II 멀티플레이어 모드, 협동 모드 및 첫 번째 싱글 플레이어 캠페인이 무료 플레이가 되었다.

## 스토리
스타크래프트 II의 이야기는 오리지널 스타크래프트 출시작의 이야기를 이어가며, 스타크래프트의 종족과 스타크래프트 시리즈의 등장인물 목록을 다룬다.
자유의 날개는 스타크래프트: 브루드 워 사건으로부터 4년 후를 배경으로 하며, 짐 레이너의 반란군과 황제 아크튜러스 멩스크가 이끄는 테란 자치령 간의 갈등에 초점을 맞춘다. 저그는 자주 위협으로 다시 나타나지만, 레이너는 결국 저그 모행성에서 무력화된 그들의 여왕 사라 케리건을 회수한다.
군단의 심장에서는 자치령이 레이너와 케리건을 공격하고, 이야기는 주로 멩스크의 병력과 새로 나타난 프로토스-저그 혼종에 맞서는 케리건의 활약을 따라간다.
공허의 유산에서는 프로토스가 주인공이며, 제라툴과 아르타니스가 이끄는 프로토스-저그 혼종의 창조자인 악한 존재 아몬에 맞서 싸운다. 공허의 유산이 끝난 후 짧은 에필로그에서 세 진영 모두 공허 속에서 아몬에 맞서기 위해 합류한다.
노바 비밀 작전은 아몬의 최종 패배 후 어느 시점을 배경으로 하며, 유령 요원 노바가 재편성된 테란 자치령을 위협하는 음모를 밝혀내는 과정을 따라간다.

## 게임
| 2010 | 스타크래프트 II: 자유의 날개    |
| 2011 |                                 |
| 2012 |                                 |
| 2013 | 스타크래프트 II: 군단의 심장    |
| 2014 |                                 |
| 2015 | 스타크래프트 II: 공허의 유산    |
| 2016 | 스타크래프트 II: 노바 비밀 작전 |

스타크래프트 II: 자유의 날개는 2010년에 출시되었으며, 스타크래프트: 브루드 워의 종료 4년 후를 배경으로 한다. 두 개의 확장팩인 군단의 심장과 공허의 유산 (둘 다 현재 독립형 게임)은 처음부터 계획되었으며, 전자는 2013년에, 후자는 2015년에 출시되었다.
메인 시리즈의 모든 게임은 실시간 전략 게임이며, 플레이어는 세 종족 각각의 군사 지휘관으로서 사건을 관찰한다.
스타크래프트 II: 자유의 날개는 블리자드 엔터테인먼트가 2010년 7월 27일에 윈도우 및 Mac OS X용으로 출시한 스타크래프트의 공식 후속작이다. 이 게임은 2007년 5월 19일 대한민국 서울에서 열린 블리자드 월드와이드 인비테이셔널에서 사전 렌더링된 시네마틱 컷씬 트레일러와 프로토스 게임 플레이 데모와 함께 발표되었다. 게임의 새로운 기능에 대한 추가 시연은 이후 블리즈컨 및 기타 게임 컨벤션에서 선보였다. 이 게임은 새로운 3D 그래픽 엔진을 통합하고 하복 물리 엔진과 같은 새로운 기능을 추가했다. 스타크래프트 II는 또한 윈도우에서 DirectX 10 수준의 효과를 통합한다. 원래 단일 게임으로 구상되었던 스타크래프트 II는 개발 중에 각 종족에 초점을 맞춘 세 부분으로 나뉘었다. 기본 게임인 자유의 날개는 테란을 따르며, 두 개의 확장팩인 군단의 심장과 공허의 유산은 자유의 날개를 보완하고 각각 저그와 프로토스의 시점에서 스토리를 전개하기 위해 출시되었다. 자유의 날개 이야기는 브루드 워가 끝난 지 4년 후부터 계속되며, 짐 레이너가 테란 자치령에 맞서 싸우는 과정을 다룬다.
스타크래프트 II: 군단의 심장은 스타크래프트 II: 자유의 날개의 확장팩으로, 2013년 3월 12일에 출시되었다. 스타크래프트 II 삼부작의 두 번째 부분이다. 이 확장팩에는 자유의 날개에서 추가된 유닛과 멀티플레이어 변경 사항뿐만 아니라 케리건과 저그 종족에 초점을 맞춘 캠페인이 포함되어 있다. 총 27개의 임무(20개의 주요 임무와 7개의 사이드 임무)로 구성되어 있다.
스타크래프트 대단원의 막은 2015년 11월 10일 출시된 스타크래프트 II: 공허의 유산으로 최종 완결된다. 스타크래프트 II: 공허의 유산은 새로운 유닛이 세 종족 모두에 추가되고 기존 유닛이 변경되며, 게임의 경제적 측면에 획기적인 변화를 가져오는 독립형 게임이다. 스타크래프트의 이야기는 프로토스 종족이 자신들의 고향 행성을 되찾고 케리건이 우주 전체에 대한 가장 큰 위협을 궁극적으로 제거하는 여정을 따라가면서 마무리된다. 이 게임은 3개의 임무로 구성된 프롤로그, 19개의 임무로 구성된 메인 스토리 캠페인, 그리고 모든 것을 마무리하는 3개의 임무로 구성된 에필로그로 나뉜다.
블리즈컨 2015에서 "스타크래프트 II의 미래" 발표 중, 블리자드는 플레이어가 스타크래프트 II에 계속 몰입할 수 있도록 추가 미션 팩을 출시할 것이라고 밝혔다. 노바 비밀 작전 미션 팩은 총 9개의 새로운 임무로 구성된 세 개의 에피소드로 이루어져 있다. 스타크래프트 II를 구매할 필요 없이 스타터 에디션으로 플레이할 수 있었다. 첫 번째 에피소드의 출시일은 2016년 3월 29일이었다.
동시에 블리자드는 공허의 유산의 협동 모드에 새로운 사령관이 DLC로 추가될 예정이며, 카락스가 첫 번째 무료 추가 사령관이 될 것이라고 발표했다.

## 개발
스타크래프트 II는 원작이 출시된 지 거의 10년 후인 2007년 5월 19일 대한민국 서울에서 열린 블리자드 월드와이드 인비테이셔널에서 발표되었다. 스타크래프트 II는 코드네임 메두사로 개발 중이었으며, 윈도우 XP, 윈도우 비스타 및 Mac OS X 동시 출시를 목표로 했다. 블리자드는 2010년 7월 27일을 출시일로 발표했다. 게임 개발은 워크래프트 III: 프로즌 쓰론이 출시된 직후인 2003년에 시작되었다.

## 음악
스타크래프트 II의 사운드트랙은 데릭 듀크, 글렌 스태포드, 닐 에이커, 그리고 러셀 브라우어가 담당했다.
블리자드의 오디오 디렉터인 브라우어는 스타크래프트의 음악이 두 가지 기능을 수행한다고 제안했다: 게임 플레이 중에 들리는 음악은 플레이어가 집중할 수 있도록 방해받지 않도록 설계되었으며, 시네마틱 간주에 연결되는 음악만이 더 독특해질 수 있도록 허용되었다. 브라우어는 또한 스타크래프트 II의 특정 음악 테마가 특정 캐릭터와 연관된다고 지적했는데, 이는 존 윌리엄스나 리하르트 바그너와 같은 작곡가들로부터 빌려온 기법이다.
자유의 날개 사운드트랙의 오리지널 자료는 약 4시간에 걸쳐 있다. 브라우어는 인터뷰에서 그의 팀이 스타크래프트 II를 위한 영화 음악적인 느낌을 의식적으로 추구했다고 말했다. 블리자드를 위한 짧은 해설에서 그는 스타크래프트 II: 자유의 날개 오케스트라 음악이 샌프란시스코 심포니와 오페라의 78명 단원에 의해 연주되었고, 캘리포니아 마린 카운티에 있는 루카스필름 랜치의 스카이워커 스테이지에서 '스카이워커 심포니 오케스트라'라는 이름으로 에이머 눈의 지휘 아래 녹음되었다고 회상했다. 브라우어는 또한 워싱턴 주 시애틀에서 32인조 합창단을 사용했다고 언급했다. 이 두 녹음 세션은 이전에 피터 잭슨의 반지의 제왕과 비틀즈의 애비 로드에서 작업했던 존 커랜더가 믹싱했다. 테란 컨트리 및 블루스 곡은 우드스톡, 뉴욕의 드림랜드 스튜디오에서 녹음되었으며, 피터 가브리엘 밴드의 멤버들, 특히 베이시스트 토니 레빈과 드러머 제리 마로타가 연주했다. 나머지 곡들은 블리자드 스튜디오에서 로렌스 주버 (윙스 출신)와 토미 모건과 같은 음악가들이 연주했다. 사운드트랙에는 또한 존 배커스 다익스와 윌리엄 휘팅의 찬송가 Eternal Father, Strong to Save (1860)가 포함되어 있다.
군단의 심장 오케스트라 음악 또한 마린 카운티에서 녹음되었으며, 다시 커랜더와 눈의 도움을 받아 스카이워커 심포니 오케스트라의 80명 연주자가 참여했다.
브라우어는 2013년 인터뷰에서 공허의 유산에서도 연관 음악 테마 과정을 계속할 의향이 있다고 밝혔다.

## 평가
| 게임                         | 게임랭킹스 | 메타크리틱 |
| ---------------------------- | ---------- | ---------- |
| 스타크래프트 II: 자유의 날개 | 92%        | 93         |
| 스타크래프트 II: 군단의 심장 | 86%        | 86         |
| 스타크래프트 II: 공허의 유산 | 88%        | 88         |

스타크래프트 II: 자유의 날개의 출시는 상업적으로나 비평적으로 매우 성공적이었으며, 출시 후 48시간 이내에 180만 장이 판매되어 게임 산업 역사상 가장 많이 팔린 전략 게임 기록을 깼다. 이 게임은 게임랭킹스에서 93%의 종합 점수를 받으며 매우 긍정적인 평가를 받았고, 게임스팟에서 "2010년 최고의 PC 게임"으로 선정되었다. 2012년 말까지 자유의 날개는 600만 장 이상 판매되었다. 이러한 성공은 첫 번째 확장팩인 스타크래프트 II: 군단의 심장의 출시로 이어졌고, 이 게임은 게임랭킹스 종합 점수 86%를 기록했다. 이 독립형 확장팩은 2013년 3월 12일 출시 후 이틀 만에 110만 장이 판매되었으며, 해당 분기 최고의 PC 게임이었다. 세 번째 확장팩인 스타크래프트 II: 공허의 유산 역시 출시 첫날 전 세계적으로 100만 장 이상 판매되면서 게임랭킹스 종합 점수 88%를 기록하며 호평을 받았다.
스타크래프트와 스타크래프트 II 시리즈는 2015년 말까지 게임 및 확장팩이 총 1760만 장 이상 판매되었다.
2017년 말까지 블리자드는 스타크래프트 프랜차이즈를 평생 수익이 10억 달러를 초과하는 브랜드 목록에 올렸다.

## 멀티플레이어 게임 모드
4개의 확장팩에 해당하는 싱글 플레이어 캠페인 외에도, 스타크래프트 II는 여러 멀티플레이어 게임 모드를 특징으로 하며, 그 중 가장 일반적인 것은 "대결" 모드와 "협동" 모드이다.

### 대결
대결 모드는 1대1, 2대2, 3대3, 4대4로 구성될 수 있으며, 숫자는 팀당 플레이어 수를 나타낸다. 1대1 모드가 가장 잘 알려져 있으며, e스포츠 경쟁의 기본이다(아래 참조). 이 모드에서 플레이어는 경험치와 업적을 수집하지만, 이는 미래 게임 플레이에 직접적인 영향을 미치지 않는다. 게임의 복잡성은 승패를 기반으로 하는 매치메이킹 시스템에 따라 플레이어가 순위를 올리면서 증가한다. 모든 플레이어의 순서를 나타내는 이른바 "래더"는 지리적 지역별로 조직되며, 가장 낮은 브론즈부터 실버, 골드, 플래티넘, 다이아몬드, 마스터, 그리고 가장 높은 그랜드마스터 리그에 이르는 계층으로 구성된다.
팀당 플레이어 수가 증가함에 따라 플레이할 수 있는 맵도 일반적으로 변경된다. 각 팀 규모에서 멀티플레이어 토너먼트를 플레이하는 것도 가능하며, 팀은 이기거나 탈락한다. 대결 모드에는 "집정관" 옵션도 포함되어 있는데, 이 모드에서는 경기가 겉으로는 1대1이지만, 보통 한 사람이 제어하는 것을 두 명 이상의 인간 플레이어가 제어한다.

### 협동
협동 모드는 두 명의 인간 플레이어가 특별한 영웅 캐릭터를 사용하여 AI에 맞서 플레이하며, 경험치 수집은 레벨업으로 이어지고 이는 다시 미래 게임 플레이에 영향을 미친다. 영웅들은 싱글 플레이어 캠페인의 캐릭터를 모델로 하여 추가 능력을 부여했다. 이 모드에는 또한 더 큰 도전을 제시하기 위해 게임 매개변수가 변경되는 "돌연변이"라고 불리는 기능이 있다. 총 18명의 협동 사령관을 선택할 수 있으며, 세 종족에 걸쳐 균등하게 나뉘어 있다(각 6명). 협동 모드는 메인 게임 스토리라인의 영웅들을 사용하지만 모든 영웅(46명)이 플레이 가능한 캐릭터는 아니다.

## 프로 경쟁
출시 이후 스타크래프트 II는 전 세계적으로 전문적으로 플레이되었지만, 전작인 스타크래프트: 브루드 워의 전문 경쟁과 마찬가지로, 최고 수준의 플레이는 역사적으로 한국에 집중되어 왔다.
스타크래프트 II 출시 이후, 한국을 비롯한 여러 지역에서 GSL과 같은 수많은 토너먼트가 개최되었다.
이 게임은 초기 몇 년 동안 세계에서 가장 큰 e스포츠로 널리 알려졌으며, 원작이 한국에 e스포츠를 가져온 것처럼 나머지 세계에 e스포츠를 가져오는 데 기여했다고 평가받는다. 이후 하락세를 겪었으나, 부분 유료화 비즈니스 모델로 전환된 후 최근 다시 활기를 되찾았다.
2012년, 블리자드는 스타크래프트 II 월드 챔피언십 시리즈 (WCS)를 스타크래프트 II의 주요 공식 토너먼트 서킷으로 시작했다. 2013년부터 GSL과 같은 한국 개인 리그와 IEM 및 드림핵과 같은 비한국 이벤트가 WCS 시스템에 포함되어, 점수를 배분하고 매년 블리즈컨에서 열리는 글로벌 파이널에 플레이어를 진출시킬 수 있는 자격을 보장했다.
2020년부터 블리자드는 e스포츠 주최사인 ESL 및 드림핵과 3년 파트너십을 체결하여 WCS 형식을 변경했다.

## 인공지능 활용
2016년 11월, 알파벳의 딥마인드 지사는 블리자드와 협력하여 "더 넓은 AI 연구 커뮤니티를 위한 유용한 테스트 플랫폼"을 만들 것이라고 발표했다.
스타크래프트 II는 다중 에이전트 강화 학습 분야에서 두 가지 목적으로 사용되었다:
1. 현대 강화 학습 알고리즘이 전문 인간 플레이어와 경쟁할 수 있음을 보여주는 개념 증명. 2018년 12월, 딥마인드의 스타크래프트 II 봇인 알파스타는 처음으로 게임에서 전문 스타크래프트 II 플레이어를 물리쳤다.[49] 불공정한 조건이었지만 플레이어 MaNA를 5-0으로 이겼다. 2019년 8월에는 더 공정한 버전의 알파스타가 그랜드마스터 지위를 획득했는데, 이는 인공지능 분야의 "획기적인 성과"라고 불렸다.[50]
2. 스타크래프트 외의 환경에서 사용되는 강화 학습 알고리즘의 성능을 측정하고 개선하기 위한 벤치마크.[51][52]